# Megasema aldani
Megasema aldani là một loài bướm đêm trong họ Noctuidae.